# A letto con Madonna
A letto con Madonna (Madonna: Truth or Dare) è un film-documentario interpretato dalla cantante Madonna. Uscì il 10 maggio 1991 e fu presentato alla 44ª edizione del Festival di Cannes (fuori concorso) il 13 maggio 1991.
Registrato durante il Blond Ambition Tour, il film guarda oltre le spettacolari immagine del concerto: il pubblico viene reso partecipe di come la celebrità non solo altera la vita di un artista ma anche quali sono gli effetti della notorietà di una grande diva. A letto con Madonna, che prende il nome dal gioco intrapreso durante il documentario (Truth or Dare), alterna divertimento e momenti commoventi, sempre onesto e rivelatore, della troupe di Madonna e del suo staff.
Il film è diretto da Alek Keshishian e prodotto da Propaganda Films. Madonna scelse Keshishian perché aveva già lavorato nei video di Bobby Brown, Elton John e Edie Brickell. La produzione iniziò nel marzo del 1990, pochi giorni prima dell'inizio della prima data mondiale del tour. Insieme al suo staff, il regista si muove velocemente nel backstage, registrando le immagini live in formato 35 mm, mentre il dietro le quinte in 16 mm bianco e nero, eseguendo una magistrale divisione tra momenti di vita privata e pubblica.

## Trama
A letto con Madonna inizia nell'agosto 1990, il giorno dopo l'ultima tappa del Blond Ambition Tour a Nizza. Madonna sta facendo i bagagli in albergo e con un flashback ritorna indietro a 4 mesi prima: è l'aprile 1990 e il tour è appena sbarcato in Giappone. C'è molta confusione, ci sono problemi con l'audio durante il concerto, a causa della stagione delle piogge. Madonna dice che l'unica cosa che le impedisce di tagliarsi le vene è il pensiero di tornare negli Stati Uniti per poter sviluppare il concerto così com'è stato concepito.
Negli USA Madonna incontra le famiglie dei ballerini, che considera ormai come figli. In particolare Oliver che incontra suo padre dopo molti anni proprio mentre Madonna parla al telefono con il proprio padre, Silvio "Tony" Ciccone.
A Los Angeles ci sono ancora problemi con l'audio: Madonna si arrabbia con il suo manager e con molte altre persone per i problemi tecnici e per aver permesso di venire al concerto a molte persone dell'industria musicale che sembrano annoiarsi nelle prime file. Il suo fidanzato di allora Warren Beatty cerca di consolarla ma si distrae a causa delle telecamere.
Nel backstage c'è una festa con molte celebrità, inclusi Al Pacino, Mandy Patinkin e Olivia Newton-John. È presente anche Kevin Costner, che sarcasticamente definisce lo spettacolo di Madonna come carino. Disgustata da queste parole Madonna finge di vomitare quando lui va via. Pochi giorni dopo, a Washington si svolge la presentazione del film Dick Tracy con Warren Beatty e Madonna nei ruoli dei protagonisti.
A Toronto Madonna viene informata che la polizia l'arresterà se verrà inclusa la scena della masturbazione simulata alla fine di Like a Virgin. Lei si rifiuta di cambiare lo spettacolo e dice alle sue coriste Donna e Niki:
Finito il concerto, si dirige in elicottero verso il confine statunitense per non essere arrestata.
A Detroit la cantante incontra la sua famiglia e la presenta, sia alla telecamera del regista, sia sul palco durante il concerto. Un'amica d'infanzia le regala un quadro intitolato Madonna and Child (Madonna col Bambino) e le chiede di fare da madrina a sua figlia che sta per nascere. Prima di lasciare la città Madonna visita la tomba di sua madre insieme al fratello Christopher, tomba che non visitava da tempo.
Mentre il tour continua, Madonna ha dei problemi alla gola, il medico la visita e il fidanzato Warren le fa notare che con le telecamere costantemente ovunque l'atmosfera è assurda. Lei lo ignora e il dottore le chiede se preferisce continuare la visita a telecamere spente, lei risponde di no e Beatty si mette a ridere.
A causa di problemi di salute è costretta a cancellare alcune date del concerto. Le viene ordinato di non parlare per non causare ulteriori danni alle corde vocali, si trova quindi isolata dal resto del mondo. Perde i contatti con i ballerini e un giornale scandalistico scrive che lei ha lasciato Beatty per uno di questi ballerini.
Il tour arriva in Europa, la troupe visita Parigi e Madonna legge una spiritosa poesia alla sua assistente Melissa per il suo compleanno. In Italia il concerto viene criticato dagli ambienti ecclesiastici: nonostante una conferenza, uno spettacolo viene cancellato.
La cantante incontra Antonio Banderas ad una festa e cerca di sedurlo, ma scopre che è sposato. Quindi la scena si sposta in una camera d'albergo, dove l'entourage di Madonna descrive com'è lavorare con lei. La sua amica Sandra Bernhard dice che non si gode abbastanza il successo. C'è chi la descrive come impaziente, spesso infelice e qualche volta una stronza.
Il tempo passa e il tour sta per finire, il gruppo decide di giocare a Obbligo o verità. Un ballerino è costretto, come obbligo, a far vedere il proprio pene (che Madonna definirà fuckin' blue, ovvero fottutamente triste), mentre altri due devono baciarsi con la lingua (anche se quasi tutti sono comunque gay e si vedono mentre partecipano ad un gay pride). Madonna deve simulare del sesso orale con una bottiglia; inoltre le viene chiesto chi è stato l'amore più importante della sua vita, lei risponde senza esitazione che è il suo ex marito Sean Penn.
In seguito Madonna e i suoi ballerini chiacchierano su un letto e poche scene dopo si salutano piangendo.
Nel documentario sono presenti alcuni estratti dallo show: è presente una breve versione di Express Yourself così come le versioni complete di Oh Father e Like a Virgin, uno spezzone di Like a Prayer e le esibizioni complete di Holiday, Live to Tell, Vogue e Keep It Together.
Durante il documentario inoltre Madonna racconta i suoi desideri e le sue aspirazioni (come la voglia di maternità). Da una parte si rivela spregiudicata e disinibita, incurante delle buone maniere e del buon gusto dall'altra si evidenzia la professionalità nel lavoro, l'affetto per il padre e per i suoi compagni di lavoro e l'amore per Sean Penn.

## Descrizione tecnica ed impatto con i media
Madonna ha sempre avuto un rapporto speciale con i media, mentre molti personaggi famosi cercano di evitare i paparazzi, lei cerca di manipolarli a suo vantaggio. Dando al regista carta bianca sul progetto, il risultato è un controverso rockumentario.
Il film è diviso in due parti che si alternano: le esibizioni sul palco e le scene dietro le quinte che mostrano i momenti più intimi della star. La fotografia è nel primo caso a colori e nel secondo in bianco e nero.
Riceve critiche generalmente positive (anche se viene condannato, specialmente dal movimento femminista) e ha successo al botteghino. La performance di Madonna venne accolta aspramente e le valse una nomina ai Razzie Awards. Ad oggi, 2006 è il quinto documentario con il più grande incasso di tutti i tempi (dopo Fahrenheit 9/11, La marcia dei pinguini, An Inconvenient Truth e Bowling a Columbine), avendo guadagnato 29 milioni di dollari. A 30 anni dall'uscita la rivista statunitense Rolling Stone ha elogiato il documentario dichiarando che nessuno ha fatto di meglio, inoltre, si elogia la regia di Keshishian che ha saputo catturare i momenti di vita vera in un documentario musicale scrivendo che ancora oggi è rivoluzionario e sottolineando Madonna ha sempre voluto rischiare e superare i limiti. Questo documentario è una scommessa che, trent’anni dopo, è ancora vincente.

## Colonna sonora
- Express Yourself
- Oh Father
- Like a Virgin
- Promise to Try
- Holiday
- Live to Tell
- Vogue
- Causing a Commotion
- Family Affair
- Teddy's Jam
- Don't Clap Your Hands, Just Dance
- In The Mix
- Papa Don't Preach
- Don't Make Me Over
- Heaven Is A Place On Earth
- The Man I Love
- Hanky Panky (solo nella versione per il mercato statunitense)
- Big Spender
- Like a Prayer
- Dr. Love
- Keep It Together

## Distribuzione
Il budget è stato di quattro milioni e mezzo di dollari, e 250 ore di riprese. Il film ha incassato 29012935 $.

### Home video
La ViviVideo distribuì il film, doppiato in italiano, in formato VHS nel 1991. Negli USA venne realizzato in formato Laser disk e VHS con due bonus video tratti dal concerto di Parigi: Hanky Panky e Like a Prayer. Mentre il DVD, in lingua originale sottotitolato, venne pubblicato il 23 agosto 2002, distribuito da MGM. Rimasterizzato da Miramax Lionsgate, il 3 aprile 2012 è uscito, per il solo mercato statunitense, in formato Blu-ray disk.

## Causa legale
Il 21 gennaio 1992, tre ballerini del Blond Ambition Tour - Oliver Crumes, Kevin Stea, e Gabriel Trupin hanno intrapreso un'azione legale contro Madonna per aver violato la loro privacy con questo documentario e provocazione volontaria di stress avendo reso pubblica la loro vita privata.
In una pubblicità per la campagna pubblicitaria di MTV Rock the Vote Madonna ha giocato sul fatto dicendo: